# Potiguar

Mapa do Rio Grande do Norte.

Potiguar (potiguares no plural) é uma denominação dada (gentílico) a quem nasce no estado do Rio Grande do Norte (assim como norte-rio-grandense ou rio-grandense-do-norte).

## Origem
Potiguar ou potiguara é o nome de uma grande tribo tupi que habitava a região litorânea do que hoje são os estados do Rio Grande do Norte e da Paraíba. Em tupi quer dizer "comedor de camarão" (Potï, "camarão" e guar, "comedor"). Vários descendentes da tribo dos potiguares adotaram, ao serem submetidos ao batismo cristão, o sobrenome Camarão, sendo o mais famoso deles o combatente Filipe Camarão, e sua esposa, Clara Camarão.